# サン・ニコーラ・マンフレーディ
サン・ニコーラ・マンフレーディ（イタリア語: San Nicola Manfredi）は、イタリア共和国カンパニア州ベネヴェント県にある、人口約3,700人の基礎自治体（コムーネ）。

## 地理

### 位置・広がり
ベネヴェント県のコムーネ。県都ベネヴェントから南南東へ7kmの距離にある。

#### 隣接コムーネ
隣接するコムーネは以下の通り。括弧内のAVはアヴェッリーノ県所属を示す。
- ベネヴェント
- チェッパローニ
- キアンケ (AV)
- モンテフスコ (AV)
- パドゥーリ
- ペトルーロ・イルピーノ (AV)
- サン・ジョルジョ・デル・サンニオ
- サン・マルティーノ・サンニータ
- サンタンジェロ・ア・クーポロ
- トッリオーニ (AV)

## 行政

### 分離集落
サン・ニコーラ・マンフレーディには、以下の分離集落（フラツィオーネ）がある。
- Monterocchetta, Pagliara, Santa Maria Ingrisone, Iannassi, Santa Maria a Toro, Toccanisi